# 言語人類学
言語人類学（げんごじんるいがく、英語：linguistic anthropology）は、理論言語学の見識を応用した人類学の一分野である。言葉の形式や談話のプロセスから言語と文化の相関性を探り、言葉を通して文化を読み解こうと試みる学問である。